# Aedes albifasciatus
El mosquito charquero o zancudo callado o mosquito de la inundación (Aedes albifasciatus) es una especie del género Aedes (subgénero Ochlerotatus) de la familia de los culícidos. Sus explosiones poblacionales pueden llegar a generar problemas sociales, económicos y sanitarios, tanto por las molestias que producen sus picaduras en personas y animales domésticos como por las enfermedades que afectan a estos últimos, de las cuales estos insectos son sus vectores.

## Taxonomía
Descripción original
Esta especie fue descrita originalmente en el año 1838 por el naturalista, entomólogo y político francés Justin Pierre Marie Macquart.
Durante décadas fue incluido en el género Aedes, hasta que en el año 2000 el subgénero Ochlerotatus fue ascendido a la categoría de género independiente, sin embargo, en el año 2015 volvió a ser incluido en el género Aedes al ser nuevamente Ochlerotatus rebajado subgenéricamente.

## Distribución y hábitat
Por lo general habitan en ambientes rurales o silvestres. En ocasiones pueden llegar a ser muy abundantes en las ciudades, pero no viven dentro de las viviendas como otros mosquitos, manteniéndose preferentemente en jardines, parques y plazas.
Esta especie se distribuye en América del Sur, siendo relevantes sus poblaciones en algunos sectores del Cono Sur, en Bolivia, sur de Brasil, Paraguay, Uruguay, Chile (desde la Región del Maule hasta la Región de Magallanes y en toda la Argentina, alcanzando por el sur el archipiélago de Tierra del Fuego, siendo la especie de mosquito parásita de humanos con la distribución más austral del mundo. Es particularmente abundante en las pampas del centro-este argentino, donde es el mosquito más común.

## Características

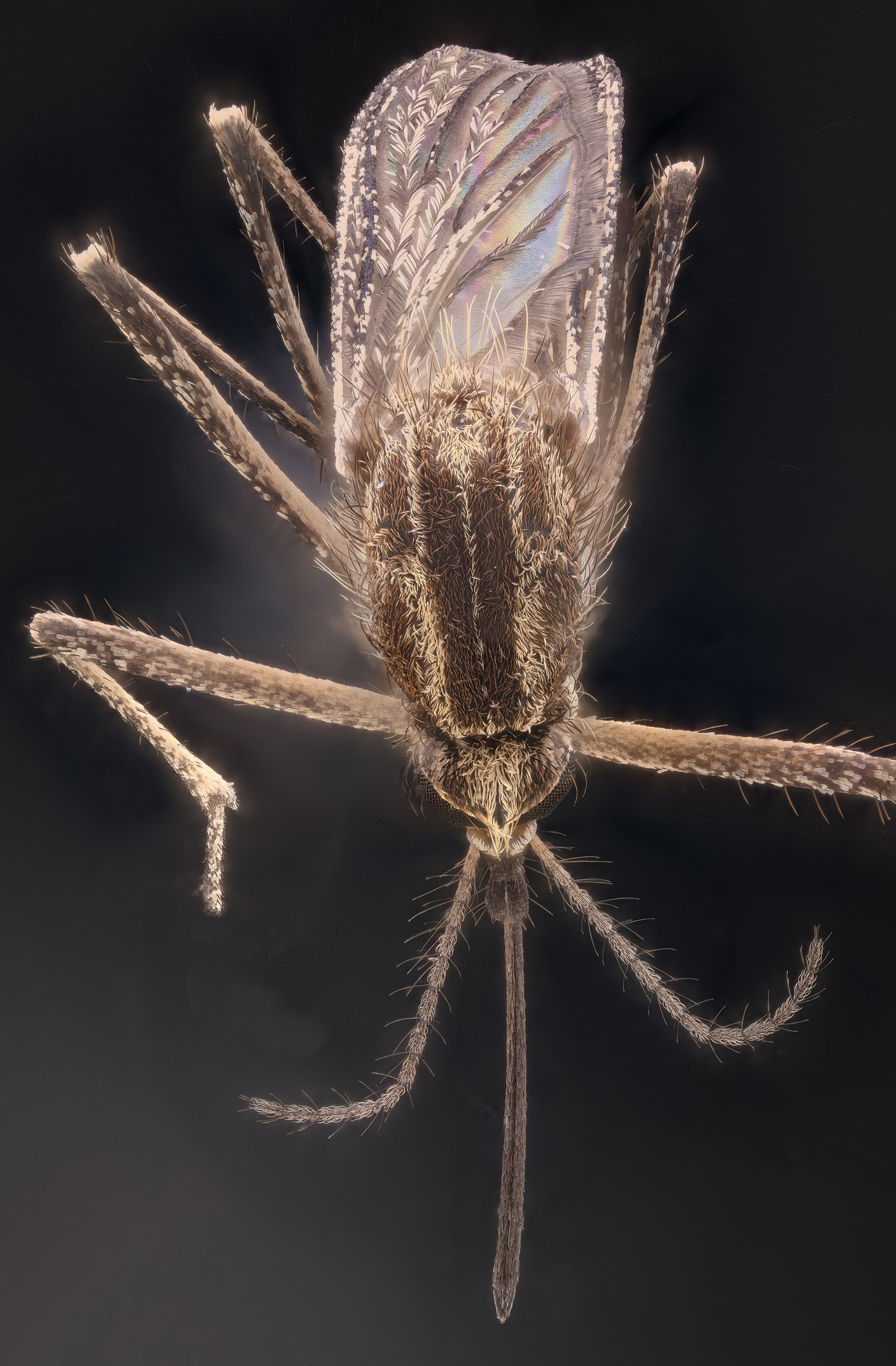
Aedes albifasciatus

El color de la cabeza es oscuro, dorsalmente esta muestra pelos claros; las antenas son de color castaño claro con la punta más oscura y recurvada; presenta pelos cortos (largos en el macho) siendo los de la mitad apical aún más cortos; El abdomen es oscuro, casi negro (con tono más claro en el macho) y está cubierto de escamas de color castaño-rojizo y largos pelos amarillos. Dorsalmente exhibe en su parte medial una línea pálida a blanca (más angosta y menos clara en el macho); esta línea puede estar interrumpida, formándose así triángulos pequeños. Las alas son escamadas y transparentes. Las patas son finas, largas y están cubiertas por un escamado negro y blanco. El macho adulto posee una longitud de entre 6,5 y 7,4 mm.

## Costumbres
Alimentación
Los machos se alimentan de exudaciones de plantas y néctar. La dieta de la hembra, en cambio, consiste en sangre de vertebrados, la cual es obtenida primero perforando la piel de los mismos mediante una probóscide (una adaptación de sus piezas bucales) y luego succionándola. Detecta a sus víctimas mediante el anhídrido carbónico que estas emiten. Exceptuando las horas de vientos fuertes (en las que reposa), su actividad es fundamentalmente diurna aunque también puede atacar en las primeras y últimas horas de la noche.
Reproducción
Sin la hematofagia es imposible que la hembra pudiese desencadenar el ciclo gonotrófico, el cual concluirá con el desarrollo y puesta de una nueva camada de huevos. 
Aedes albifasciatus presenta una biología reproductiva típica de los mosquitos de inundación.  
La hembra coloca sus huevos en sustratos secos o húmedos ubicados en sitios sin agua, pero potencialmente inundables, ya sea charcos secos o bordes de zanjas o de charcos, tanto dulces como salobres. Con ciertas condiciones de humedad adecuadas, los huevos pueden mantenerse viables entre 7 meses y un año, resistiendo la sequía, en espera de las vitales lluvias. Los huevos son puestos de a uno por vez, y están cubiertos por una sustancia transparente; son de color negro, con una longitud de 0,75 mm.
Los sitios que reciben los huevos, tarde o temprano son cubiertos por el agua como resultado de intensas o acumulativas precipitaciones. Si el líquido los cubre durante 24 horas, se produce la eclosión de los huevos contenidos en el sustrato. Siempre dentro del agua se desarrollan las larvas (las que se alimentan por filtración) y las pupas, de las cuales emergerá una nueva cohorte de adultos. Las eclosiones tienden a ser numéricamente masivas cuando la sequía del área se prolongó durante varias semanas. Es posible anticipar el grado de virulencia que tendrá una nueva población a través de cálculos en donde intervienen distintas variables, entre las que se encuentran: la temperatura ambiente (que marca la velocidad de desarrollo larval), la magnitud y dirección de los vientos y la humedad promedio (los que, junto a la temperatura y el tipo de sustrato, determinan el ritmo de desecación del biotopo, algo que fija si las larvas tendrán tiempo suficiente para poder completar su metamorfosis) la intensidad de las lluvias (volúmenes de precipitaciones superiores inundarán una mayor superficie de áreas con huevos) y el tiempo transcurrido desde la lluvia anterior (por el número de huevos acumulados).
Teniendo agua suficiente, el tiempo requerido desde la inundación —que hace que el huevo eclosione— hasta que el mosquito pasa al estadio adulto, dependerá de la temperatura media del ambiente y del agua, siendo de 6 días a 24,6 °C de media, de 8 días a  21,3 °C, de 22 días a 15,5 °C, llegando a 43 días con medias de 10,6 °C.
En estudios de laboratorio se encontró que las hembras en estado adulto mueren antes de los 40 días. Ese pequeño período le alcanza para producir 5 ciclos reproductivos. Se calcula que en el campo y ambientes silvestres la vida del adulto se extiende por unas 4 semanas, en patios o jardines 2 semanas y solo una dentro de las viviendas.
Gracias al amplio rango de amplitud térmica en que los huevos de esta especie pueden eclosionar (desde 3,2 °C a 30,1 °C) logra sobrevivir en zonas donde otras especies de mosquitos perecen.

## Importancia económica y social
Si bien Aedes albifasciatus es una especie muy molesta, dada su agresividad, la omnipresencia de sus efectivos y al hecho de que al picar inyecta una saliva que resulta urticante en su víctima, no representa una amenaza de consideración para la salud humana, no hay evidencia de que transmitan el virus del dengue, chikunguña o el de la fiebre del Zika. En las ocasiones en que se conjugan condiciones hídricas y térmicas propicias, sus incrementos poblacionales llegan a alcanzar densidades muy elevadas de adultos, los que al ser movidos por los vientos pueden invadir de forma completa enormes áreas urbanas y suburbanas, con los consecuentes perjuicios sociales y económicos para sus habitantes, viéndose afectadas las actividades al área libre.
Dada su avidez por succionar sangre, las hembras de Aedes albifasciatus se transforman en vectores de enfermedades. Por ejemplo, además de ser un potencial transmisor de varios arbovirus, es el principal vector del virus de la encefalitis equina occidental (VEEO), enfermedad infecciosa que ataca a los equinos y de la cual no existen vacunas ni fármacos terapéuticos para su cura (aunque se posee vacunación preventiva).
En razón de lo frecuente de sus picos de abundancia y la molestia que genera en los humanos y en el ganado (impidiendo que este se alimente normalmente, afectando de ese modo los rindes de producción cárnica y láctea), ha sido el foco de numerosos estudios en varias provincias argentinas, tratando de mejorar el conocimiento sobre sus hábitos, biología, predadores, los ambientes de desarrollo larval, su dinámica poblacional, los factores que desencadenan las eclosiones larvales, etc., por ejemplo en la provincia de Buenos Aires, en la de Córdoba, y en la de Corrientes.
Métodos de control
En la provincia argentina de Buenos Aires se ejecutan campañas de control de las poblaciones de Aedes albifasciatus empleando dos estrategias, atacar su estadio inicial mediante la aplicación de un larvicida biológico de poder residual reducido (la bacteria grampositiva Bacillus thuringiensis var. israelensis) así como combatir a su estadio final, utilizando para ello piretroides adulticidas.
Métodos de prevención
Para prevenir sus picaduras se aplican distintos métodos, los que también son efectivos contra otras especies de mosquitos: mientras se está al aire libre usar ropa superior de manga larga e inferior que cubra las piernas, preferentemente de colores claros y utilizar repelentes químicos, tanto sobre la piel expuesta como sobre la ropa; en los inmuebles colocar en las aberturas telas mosquiteras y encender espirales y tabletas repelentes.